# 魯迅美術学院
魯迅美術学院（ろじんびじゅつがくいん、英語: LuXun Academy of Fine Arts、公用語表記: 鲁迅美术学院）は、遼寧省瀋陽市に本部を置く中華人民共和国の美術大学。1940年創立、1938年大学設置。大学の略称は魯美（ルーメイ）/LAFA。

## 沿革・概要
1938年に延安で設立された魯迅芸術学校に起源があり、これが1940年に「魯迅芸術文学学院」となり、1948年に瀋陽へ移転した。1953年にはこの学院の音楽部を中心として「東北音楽専門学校」が独立し（後の瀋陽音楽学院）、1958年に現在の名称である魯迅美術学院となった。中国８大美術大学のひとつに数えられる。教育部よりクラシック芸術教育モデル校に指定され、動画専業学科が特別専業学科として認定されている。美術学、芸術デザイン学は遼寧省重点学科に指定されている。

## 教育施設・教育体制
学院のキャンパスは2つあり、瀋陽キャンパス（和平区三好街）と大連キャンパス（金州区金石灘）である。 